# Київський театр маріонеток
Творча майстерня «Театр маріонеток» (Комунальний заклад "Театрально-видовищний заклад культури "Творча майстерня «Театр маріонеток») — київський камерний театр, заснований режисером та художником Михайлом Яремчуком у 1989 році.
Театр є колективним членом Міжнародної асоціації діячів театрів ляльок «УНІМА» (UNIMA).

## Історія театру
«Тіло» кожної ляльки розробляє і створює сам Михайло Петрович (його маріонетки, наче маленькі живі створіння, згинають ручки й ніжки, повертають голови, відкривають ротики, кліпають і навіть змінюють колір очей), а вже «душу» в них вдихають актори.
Ляльки у виставі <«Макбет»> належать до того світу, що крає душу героєві. Вони, як і три відьми (ці створіння Михайло Яремчук зображує радше мерзенно-слизькими, ніж демонічними), — частина Макбетового підсвідомого. Цьому мужньому воїнові, звиклому дивитися ворогові прямо у вічі, треба віднайти себе серед істот, які не мають людських вимірів, — саме у такий спосіб режисер унаочнює душевний розбрат головного героя.
«Театр маріонеток» виник в Києві в листопаді 1989 року як приватний заклад. Поява театру стала можлива завдяки багатій фантазії та вправним рукам режисера, художника та автора кожної маріонетки Михайла Яремчука.
Прем'єрною стала вистава «Був собі Дід», створена в 1990-у році на основі народних казок, яка при тому мала не тільки побутовий, а й глибокий, філософський зміст. Цією виставою «Театр маріонеток» відразу зміг потужно заявити про себе — схвальні оцінки критиків, численні нагороди (у тому числі Гран-прі на міжнародному фестивалі у Мексиці). З виставою театр багато гастролював країнами Європи (Іспанія, Велика Британія, Польща, Франція, Німеччина) та Мексики, сприяючи входженню вітчизняної культури до світового гуманітарного простору.
Кожна наступна вистава театру була створена на високому професійному рівні і відразу ставала подією в театральному житті Києва та Європи. Такі вистави для дітей, як «Відлуння», «Опудало», «Котилася торба», «Червона шапочка», «Хто розбудить сонце» (Гран-прі на міжнародному фестивалі м. Торунь, Польща), «Містер Р-р-р», «Золоте курча» були неодноразово відзначені дипломи та нагородами на Всеукраїнських та міжнародних фестивалях, ввійшли в «золоту скарбницю» мистецтва театру ляльок.
З 1 березня 1995 року театр перейшов у підпорядкування Головного управління культури Київської міської державної адміністрації.
У 1999 році «Театр маріонеток» вперше звернувся до дорослого глядача і поставив одну з найскладніших чеховських п'єс «Вишневий сад». Режисер і художник Михайло Яремчук засобами театру маріонеток створив ліричну, проникливу атмосферу в кожній сцені вистави. Ляльки, музика, сценографія та акторський ансамбль (Леся Чеверноженко, Ганна Поляруш, Вадим Кожевніков, Олена Юхименко, Вадим Самбор, Олександр Дядюра) — все разом склалося в унікальне явище в театрі ляльок. Підтвердженням стали три нагороди премії «Київська пектораль» у 2000 році (краща вистава камерної сцени, кращий дебют (музичне оформлення вистави) та краща сценографія). Згодом визнання прийшло і за кордоном — фестиваль театрів східної Європи (м. Нансі, Франція, 2003 рік) — театр зіграв 2 фестивальних вистави, та 8 вистав на публіку; фестиваль «Кукарт» (м. Санкт-Петербург, Росія, 2003 рік); фестиваль «Золотий вітязь» (Москва, Росія, 2004 рік); чеховський фестиваль (м. Ялта, Україна, 2005 рік).
У 2000 році «Театр маріонеток» провів міжнародний фестиваль театрів ляльок в рамках фестивалю «Київ травневий». Свої роботи привезли театри з Білорусі, Росії, Іспанії, Голландії.
З 2007-го року театр стає театральною майстернею, відійшовши від репертуарного театру, зосередившись більше на виставах експериментального характеру — в основі нових постановок — насамперед пошук. Вже в травні цього ж року була зіграна прем'єра експериментальної вистави «Макбет» за Шекспіром. Вистава отримала визнання на таких фестивалях, як міжнародні київський (фестиваль сучасного мистецтва «ГогольFest») та львівський («Театр. Метод і Практика Альма-матер»), варшавський та лодзьський, на фестивалі театрів ляльок та інших видів сценічної анімації «Аніма» в Харкові 2008 року вистава отримала Гран-при.

### Приміщення театру
З 1991 по 2009 роки «Театр маріонеток» працював в орендованому приміщенні на 60 місць, де все буо зроблено власноруч, за адресою в Києві по вул. Петра Сагайдачного, 29/3. Казковий антураж починався із подольського дворика, продовжувався у стилізованому під ляльковий будинок фоє, і остаточно здійснювався на невеличкій сцені.
Влітку 2009-го приміщення було продано приватній організації, а театр лишився і без приміщення, і без можливості стаціонарно працювати — з того часу починається робота у виїзному режимі — новорічні вистави у Будинку архітектора та Музеї історії міста Києва (2012 — 2015 рр.), з 2015 року — на малій сцені Київського академічного театру ляльок, на ВДНГ.

### 30-річчя театру
До своєї ювілейної дати Творча майстерня «Театр маріонеток» підійшла з кадровим оновленням — 4 квітня 2018 року в конкурсі на посаду директора — художнього керівника театру було обрано Вадима Кожевнікова. 4 березня 2019 року конкурсна комісія подовжила на посаді головного режисера театру фундатора театру Михайла Яремчука.
Театр маріонеток до 30-річчя заявив про свій всеукраїнський ювілейний тур під назвою «Ниті єдності», який проходитиме містами країни. Виставами «Червона шапочка» та «Котилася торба» розпочалися гастролі в Полтавському академічному обласному театрі ляльок в період з 21 по 27 лютого 2019 року. Серед інших міст туру — Маріуполь,Херсон, Харків, Дніпро.

## Засновник театру
Засновник театру і режисер всіх його вистав — Михайло Яремчук — выпускник Ленінградського державного інституту театра, музики і кіно ім. Черкасова. Після закінчення факультету театра кукол (спеціалізація — режисура), з 1976 року працював актором, бутафором, скульптором, художником-постановником, режисером-постановником. Реалізував десятки постановок вистав як режисер і як художник в різних театрах ляльок України, Росії, Білорусі, Польщі, Іспанії. Має дипломи і нагороди за кращу режисуру, кращу сценографію, кращу виставу міжнародних фестивалей, дипломи театральної премії «Київська пектораль».
В 1989 році заснував Театр маріонеток, де працює досі.

## Репертуар
Основа репертуару театру представлена оригінальними виставами для дітей, серед яких «Золоте курча», «Червона шапочка», «Гусачок-чок-чок», «Містер Р-р-р», та для дорослого глядача — звернення до світової класики драматургії. Але навіть в дитячих казках, як, наприклад, «Котилася торба», присутній філософський шар, уявлення пращурів про створення світу, біблейські мотиви, національна символіка тощо.
Режисером-постановником всіх вистав «Театру маріонеток» є Михайло Яремчук.
| Рік прем'єри | Вистава                                           | П'єса                                                    | Рік закінчення показу | Примітка             |
| ------------ | ------------------------------------------------- | -------------------------------------------------------- | --------------------- | -------------------- |
| 1990         | «Був собі Дід»                                    | на основі українського фольклору                         |                       |                      |
| 1990         | «Зачарована мишка»                                |                                                          |                       |                      |
|              | «Куди ти лоша?»                                   |                                                          |                       |                      |
|              | «Лелеченя та Опудало»                             |                                                          |                       |                      |
|              | «Про вовка промовка»                              |                                                          |                       |                      |
|              | «Потєшки»                                         |                                                          |                       |                      |
| 1995         | «Відлуння»                                        |                                                          |                       |                      |
| 1995         | «Хто розбудить сонце»                             |                                                          |                       |                      |
| 1996         | «Котилася торба»                                  |                                                          |                       |                      |
| 1996         | «Про Омелька — дурня та чарівне слово»            |                                                          |                       |                      |
| 1997         | «Червона шапочка»                                 | за мотивами казки Шарля Перро                            |                       | Цитата з вистави     |
| 1997         | «Снігова королева»                                |                                                          |                       |                      |
| 1998         | «Золоте курча»                                    | за мотивами казки Володимира Орлова                      |                       |                      |
| 1999         | «Пані хурделиця»                                  |                                                          |                       |                      |
| 2000         | «Вишневий сад»                                    | п'єса Антона Чехова                                      |                       | Вистава для дорослих |
| 2001         | «Все шкереберть»                                  |                                                          |                       |                      |
| 2002         | «Дім, який побудував Свіфт»                       | п'єса Григорія Горіна                                    |                       | Вистава для дорослих |
| 2007 травень | «Макбет»                                          | п'єса Вільяма Шекспіра                                   |                       | Вистава для дорослих |
| 2009         | «Біла фантазія»                                   |                                                          |                       |                      |
| 2016         | «Містер Р-р-р»                                    | за мотивами казок Доктора Сьюза і Дональда Біссета       |                       | Телеверсія вистави   |
| 2016         | «Гусачок-чок-чок»                                 | за мотивами казки «Гусеня» Ніни Гернет та Тетяни Гуревич |                       | Телеверсія вистави   |
| 2017         | «Про Коника-стрибунця та Великий стрибок»         | за мотивами казки «Коник і равлик» Дональда Біссета      |                       | Телеверсія вистави   |
| 2018         | «Майстер-клас „Граємо в Театр!“»                  |                                                          |                       |                      |
| 2019         | «Не хочу і не буду!»                              |                                                          |                       |                      |
| 2019         | «Сюрприз для тата»                                |                                                          |                       |                      |
| 2019         | проект "модерн-вертеп «Торжество єства людського» |                                                          |                       |                      |
| 2021         | «S&S: Стриптиз та Серенада»                       | за Славомиром Мрожеком                                   |                       |                      |

## Творчий склад
Засновник, головний режисер, художник
- Михайло Яремчук (з 1989 року)

Директори
- Сергій Кандиба (з 1989 по 2016 роки)
- Вадим Кожевніков — директор-художній керівник (з 2018 року)[12]

Художники
- Тетяна Торбенко[19]
- Ірина Хмарук (з 2014 по 2016 роки)[2]

Актори
- Галина Гусарова
- Олександр Дядюра
- Олександр Калаш
- Наталя Качеловська
- Борис Книженко
- Вадим Кожевніков
- Костянтин Корецький
- Микола Лозовський
- Наталя Молочко
- Ганна Поляруш
- Вадим Самбор
- Інна Свінтицька
- Сергій Святненко
- Вікторія Топчій
- Тетяна Ходоренко (з 1989 року)
- Леся Чеверноженко
- Станіслав Щокін (2001—2011)
- Олена Юхименко

## Особливості художнього стилю театру
«Театр маріонеток» має свій неповторний високохудожній почерк, традиції та креативний підхід у спілкуванні з глядачем. Творчий пошук колективу театру зосереджено на створенні оригінальних вистав для дітей та дорослих за творами світової літератури та українського фольклору. Режисер Михайло Яремчук кожною своєю новою постановкою прагне довести, що в ляльці таяться величезні можливості емоційного впливу, лялька може «зіграти» все.

## Нагороди та визнання
«Театр маріонеток» має багату гастрольну і конкурсну географію. Театр зі своїми виставами об'їхав всю Європу (Англія, Голландія, Іспанія, Німеччина, Польща, Угорщина, Франція, Швеція). Вистави багаторазово ставали лауреатами театральної премії «Київська пектораль», отримували найвищі нагороди більше 20 міжнародних фестивалів України, країн СНД та за кордоном.
| Рік           | Премія                                                                         | Категорія                                | Лауреати і номінанти           | Вистава                                  | Результат |
| ------------- | ------------------------------------------------------------------------------ | ---------------------------------------- | ------------------------------ | ---------------------------------------- | --------- |
| 1990          | Міжнародний фестиваль театрів ляльок (м. Ужгород)                              | Найкраща вистава                         | Михайло Яремчук (режисер)      | «Був собі Дід»                           | Перемога  |
| 1990          | Міжнародний фестиваль театрів ляльок (м. Ужгород)                              | Найкраща режисура                        | Михайло Яремчук                | «Був собі Дід»                           | Перемога  |
| 1990          | Міжнародний фестиваль театрів ляльок (м. Ужгород)                              | Найкраща чоловіча роль                   | Микола Лозовський              | «Був собі Дід»                           | Перемога  |
| 1991          | Міжнародний фестиваль театрів ляльок (м. Мехіко, Мексика)                      |                                          | Михайло Яремчук (режисер)      | «Був собі Дід»                           | Гран-прі  |
| 1996 березень | Театральна премія «Київська пектораль» (м. Київ)                               | Найкраща вистава для дітей               | Михайло Яремчук (режисер)      | «Котилася торба»                         | Перемога  |
| 1996 березень | Театральна премія «Київська пектораль» (м. Київ)                               | Найкраща сценографія                     | Тетяна Торбенко (художник)     | «Хто розбудить сонце»                    | Номінація |
| 1997 березень | Театральная премія «Київська пектораль» (м. Київ)                              | Найкраща вистава для дітей               | Михайло Яремчук (режисер)      | «Червона шапочка»                        | Номінація |
| 1998          | Міжнародний фестиваль театрів ляльок (м. Єкатеринбург, Росія)                  | Найкраща вистава                         | Михайло Яремчук (режисер)      | «Червона шапочка»                        | Перемога  |
| 1998          | Міжнародний фестиваль театрів ляльок (м. Єкатеринбург, Росія)                  | Найкращий дебют                          | Наталя Качеловська (актриса)   | «Червона шапочка»                        | Перемога  |
| 1998 березень | Театральная премія «Київська пектораль» (м. Київ)                              | Найкраща вистава для дітей               | Михайло Яремчук (режисер)      | «Золоте курча»                           | Номінація |
| 2000 березень | Театральна премія «Київська пектораль» (м. Київ)                               | Найкраща вистава камерної сцени          | Михайло Яремчук (режисер)      | «Вишневий сад»                           | Перемога  |
| 2000 березень | Театральна премія «Київська пектораль» (м. Київ)                               | Найкраща сценографія                     | Михайло Яремчук (художник)     | «Вишневий сад»                           | Перемога  |
| 2000 березень | Театральна премія «Київська пектораль» (м. Київ)                               | Найкращий дебют (музичне оформлення)     | Ігор Лебьодкін (композитор)    | «Вишневий сад»                           | Перемога  |
| 2000          | Міжнародний фестиваль театрів ляльок (м. Торунь, Польща)                       |                                          | Михайло Яремчук (режисер)      | «Червона шапочка»                        | Гран-прі  |
| 2002 березень | Театральная премія «Київська пектораль» (м. Київ)                              | За театральний пошук                     | Михайло Яремчук (режисер)      | «Дім, який побудував Свіфт»              | Перемога  |
| 2004 жовтень  | Другий Міжнародний Театральний Форум «Золотий Вітязь» (м. Москва)              | Срібний Вітязь (театр — мала форма)      | Михайло Яремчук (режисер)      | «Вишневий сад»                           | Перемога  |
| 2008          | Фестиваль театрів ляльок та інших видів сценічної анімації «Аніма» (м. Харків) |                                          | Михайло Яремчук (режисер)      | «Макбет»                                 | Гран-прі  |
| 2016 березень | Театральная премія «Київська пектораль» (м. Київ)                              | Найкраща вистава для дітей               | Михайло Яремчук (режисер)      | «Містер Р-р-р»                           | Перемога  |
| 2017          | Міжнародний фестиваль ляльок та інших видів анімації «Аніма» (м. Харків)       |                                          | Михайло Яремчук (режисер)      | «Червона шапочка»                        | 1-е місце |
| 2018          | Всеукраїнський театральний фестиваль-премія «GRA»                              | Краща вистава для дітей                  | Михайло Яремчук (режисер)      | «Про Коника стрибунця і великий стрибок» | Номінація |
| 2019          | IX Всеукраїнський фестиваль театрів ляльок «Прем'єри сезону» 2019" (м. Київ)   | Краща вистава для дітей дошкільного віку | Михайло Яремчук (режисер)      | «Про Коника стрибунця і великий стрибок» | Перемога  |
| 2019          | IX Всеукраїнський фестиваль театрів ляльок «Прем'єри сезону» 2019" (м. Київ)   | Краща жіноча роль                        | Леся Чеверноженко (Равлик)     | «Про Коника стрибунця і великий стрибок» | Номінація |
| 2019          | IX Всеукраїнський фестиваль театрів ляльок «Прем'єри сезону» 2019" (м. Київ)   | Кращий художник                          | Михайло Яремчук                | «Про Коника стрибунця і великий стрибок» | Номінація |
| 2019          | Міжнародний фестиваль театрів ляльок «Інтерлялька» (м. Ужгород)                | Краща жіноча роль                        | Леся Чеверноженко (Ведмежатко) | «Сюрприз для тата»                       | Номінація |

## Виноски
1. 1 2 3 4  Алла ПОДЛУЖНА (18 червня 2004). Без театрів Поділ неможливий (укр.). «Дзеркало тижня. Україна». Процитовано 12 грудня 2018.
2. 1 2  Вікторія КОТЕНОК (травень, 2016). Маріонетки. Історія триває (укр.). «Театрально-концертний Київ». Архів оригіналу за 20 Травня 2017. Процитовано 12 грудня 2018.
3. 1 2  Ліна ФІШМАН (8 червня 2007). У Київському театрі маріонеток давали «Макбета» (укр.). Г-та «Хрещатик». Процитовано 12 грудня 2018.
4. 1 2 3 4  Лариса ЛАВРЕНЮК (15 листопада 2016). Люди и марионетки. Как шаровары и вышиванки заменили украинцам карнавал (укр.). «Фокус». Архів оригіналу за 26 Січня 2017. Процитовано 12 грудня 2018.
5. ↑  «Театр маріонеток» на сайті депортаменту культури КМДА. Архів оригіналу за 14 Грудня 2018. Процитовано 11 Грудня 2018.
6. 1 2 3  Дмитро ДЕСЯТЕРИК (29 березня 2001). «Пектораль» мовчазних днів У Києві відбулося вручення найпрестижнішої театральної премії за підсумками 2000 року (укр.). «День» №57, (2001). Процитовано 12 грудня 2018.
7. ↑  Дмитро ДЕСЯТЕРИК (11 травня 2000). Розмах і романтизм «Києва травневого» (укр.). «День» №81, (2000). Архів оригіналу за 22 Грудня 2018. Процитовано 12 грудня 2018.
8. ↑  Михайло Яремчук: Я знаю точно одне — в театрі має бути розумна людина (укр.). «ВГолос». 19 вересня 2007. Процитовано 12 грудня 2018.
9. ↑  Олена ВАРВАРИЧ (16 серпня 2007). Михайло ЯРЕМЧУК: «Лялька — це лише інструмент…» (укр.). «День» №137, (2007). Архів оригіналу за 14 Грудня 2018. Процитовано 12 грудня 2018.
10. 1 2  Віра КАНДИНСЬКА (2003). Дім, де стаються дива (укр.). Ж-л «Кіно-Театр» №6. Процитовано 12 грудня 2018.{{cite web}}:  Обслуговування CS1: Сторінки з параметром url-status, але без параметра archive-url (посилання)
11. ↑  Театр марионеток выкинули на улицу (рос.). Інтернет-проект «Цікавий Київ». 2009. Архів оригіналу за 17 Квітня 2019. Процитовано 12 грудня 2018.
12. 1 2  Результати засідання комісії з добору кандидатів на посаду директора – художнього керівника комунального закладу «Театрально-видовищний заклад культури «Творча майстерня «Театр маріонеток». Архів оригіналу за 26 Жовтня 2018. Процитовано 12 Грудня 2018.
13. ↑  Результати конкурсу на заміщення вакантної посади в КЗ ТВЗК «Театр маріонеток». Архів оригіналу за 21 Березня 2019. Процитовано 21 Березня 2019.
14. ↑  У Полтаву завітав Театр маріонеток. Архів оригіналу за 21 Березня 2019. Процитовано 21 Березня 2019.
15. ↑  Театр маріонеток - Ниті єдності (всеукраїнський гастрольний тур). Архів оригіналу за 23 Березня 2019. Процитовано 21 Березня 2019.
16. ↑  Червона шапочка мандрує Україною, а слідом котиться торба. Архів оригіналу за 21 березня 2019. Процитовано 21 березня 2019.
17. ↑  Творча майстерня «Театр маріонеток». Всеукраїнський гастрольний тур. Архів оригіналу за 21 Березня 2019. Процитовано 21 Березня 2019.
18. ↑  Алла ПОДЛУЖНА (28 березня 2006). «Лялька має грати ляльку». 1 квітня виставою «Дім, який побудував Свіфт» Театр маріонеток розпочинає свою роботу (укр.). «День» №50. Архів оригіналу за 23 Березня 2019. Процитовано 21 березня 2019.
19. 1 2  Вікторія КОТЕНОК (9 травня 2012). «Червона шапочка». Доросла казка для дітей (укр.). Teatral.org.ua. Архів оригіналу за 30 Листопада 2018. Процитовано 12 грудня 2018.
20. ↑  Галина ШАМАРІНА (2 жовтня 2017). Талантливый «Ежик из тумана» вновь удостоился Гран-при! (рос.). Медіа-компанія «Время». Архів оригіналу за 28 Жовтня 2018. Процитовано 12 грудня 2018.
21. ↑  Цитата з вистави «Червона шапочка» (Київський театр маріонеток)
22. ↑  «У нас радость — доктор тронулся!» (рос.). «Сегодня» №77 (1422). 5 квітня 2003. Процитовано 12 грудня 2018.
23. ↑  Алла ПОДЛУЖНА (13 грудня 2002). Молчание Свифта (рос.). «Дзеркало тижня. Україна». Процитовано 12 грудня 2018.
24. ↑  Алла ПОДЛУЖНА (31 травня 2007). Уроки «Макбета» (укр.). «День» №86, (2007). Процитовано 12 грудня 2018.
25. ↑  Київський театр маріонеток. «Містер Р-р-р» (Телеверсія вистави)
26. ↑  Вікторія КОТЕНОК (листопад, 2016). «Гусачок-чок-чок» прилетів до діточок. Прем'єра у театрі Маріонеток (укр.). «Театрально-концертний Київ». Архів оригіналу за 15 Березня 2019. Процитовано 12 грудня 2018.
27. ↑  Київський театр маріонеток. «Гусачок-чок-чок» (Телеверсія вистави)
28. ↑  Телеверсія вистави https://youtu.be/Ofd4RegQKCE
29. ↑  Київський театр маріонеток. «Про коника-стрибунця» (Телеверсія вистави)
30. ↑  Катерина СИРЦЕВА (22 червня 2017). Мастер театра марионеток из Киева и челябинские актеры научили юных челябинцев летать (рос.). «Южноуральская панорама». Процитовано 12 грудня 2018.[недоступне посилання з жовтня 2019]
31. 1 2 3 4 5  1991—2011. Театральна премія «Київська пектораль». Інформаційне видання. — К. 2012
32. ↑  «Київська пектораль» 2016. Переможці. Архів оригіналу за 7 Листопада 2017. Процитовано 12 Грудня 2018.
33. ↑  Марія КАТАЄВА (30 травня 2007). В Києві вручили «театральний Оскар» (укр.). «Вечірній Київ». Процитовано 12 грудня 2018.{{cite web}}:  Обслуговування CS1: Сторінки з параметром url-status, але без параметра archive-url (посилання)
34. ↑  Сергій ВИННИЧЕНКО (19 березня 2019). «Прем’єри сезону» 2019 (укр.). Портал «Театральна риболовля». Архів оригіналу за 21 Березня 2019. Процитовано 2021-8-7.